# Euxènides d'Atenes
Euxènides (en llatí Euxenides, en grec antic Εὐξενίδης) fou un poeta còmic atenenc contemporani d'Epicarm, que va viure cap a l'any 485 aC. Juntament amb Evetes i Mil va reviure la poesia còmica a Atenes després de vuitanta anys en què aquest gènere no es donava, des de l'època de Susarió fins que va ser revifada per Epicarm a Sicília. L'enciclopèdia Suides el menciona i també altres autors.